# Philodromus signatus
Philodromus signatus es una especie de araña cangrejo del género Philodromus, familia Philodromidae. Fue descrita científicamente por O. P.-Cambridge, 1869.